# Meioneta ressli
Meioneta ressli là một loài nhện trong họ Linyphiidae.
Loài này thuộc chi Meioneta. Meioneta ressli được Jörg Wunderlich miêu tả năm 1973.